# Rheinisches Landesmuseum Trier
Il Rheinische Landesmuseum Trier è un museo archeologico di Treviri, in Germania. Il museo comprende reperti e manufatti locali di epoca preistorica, romana, medievale e barocca e si focalizza specialmente sulla storia di Augusta Treverorum, la più antica città tedesca.

## Storia
Il museo fu fondato nel 1877 e prendeva il nome di Provinzialmuseum der preußischen Rheinprovinz, di cui faceva parte anche il Rheinisches Landesmuseum Bonn. Il primo direttore fu l'archeologo Felix Hettner. Nel 1904 l'edificio venne ampliato con tre ali seguendo le direttive dell'architetto Carl Hocheder. Durante gli anni ottanta fu aggiunta una sezione dagli architetti Klaus Gauger e Gerhard Dürr. Dal 2008 il museo viene gestito dal dipartimento dei beni culturali della Generaldirektion Kulturelles Erbe Rheinland-Pfalz.